# Província do Noroeste (Serra Leoa)
A Província Noroeste, também conhecida como Província Noroeste, cobre a parte noroeste de Serra Leoa, em África Ocidental. É uma das cinco regiões administrativas do país. A província foi criada em 2017, a partir do desmembramento da Província do Norte. Os distritos de Cambia, Karene e Port Loko compõe a província, que tem um total de 34 chefias e uma população estimada em 1 162 065 habitantes (dados de 2017). A capital administrativa da província do Noroeste é Port Loko.
A Província do Noroeste tem as seguintes fronteiras:
- Quindia, Guiné: norte
- Mamu, Guiné: norte
- Província do Norte: leste
- Área do Oeste: sudoeste
- Província do Sul: sul.